# Wildon
Wildon è un comune austriaco di 5 218 abitanti nel distretto di Leibnitz, in Stiria; ha lo status di comune mercato (Marktgemeinde). Il 1º gennaio 2015 ha inglobato la località di Sukdull, già frazione del comune soppresso di Stocking, e l'intero comune di Weitendorf, soppresso a sua volta.